# Dečko Uzunov
Dečko Uzunov (22. únor 1899 – 26. duben 1986) byl bulharský malíř.
Narodil se v roce 1899 ve městě Kazanlak. Studoval na Mnichovské akademii u profesora Karl von Maara. Studium ukončil roku 1924 v Sofii u profesora Stefana Ivanova. Později, po jmenování profesorem Umělecké akademie v Sofii, zastával řadu vedoucích, odborných a společenských funkcí – byl rektorem umělecké akademie, ředitelem Bulharské národní galerie, pracoval na postu předsedy Svazu bulharských umělců, byl členem Evropské akademie pro vědu, umění a literaturu. Vystavoval v Bulharsku i v zahraničí. Mezinárodní organizace UNESCO ho prohlásila za osobnost roku 1999. Zemřel v roce 1986.
Umělecké směřování Dečka Uzunovo zasáhlo oblast monumentální, jakož i aplikované tvorby, věnoval se knižním ilustracím i prostorovým kompozicím. Je autorem mnoha souborů obrazů, které vytvořil různými čistými i kombinovanými technikami, mezi nimiž jsou zastoupeny akvarely, kresby tužkou a fixem, perokresby, pastely atd. Jsou to různé scény z každodenního života, krajinky, skici portrétů. V Uzunovově tvorbě zaujímají zvláštní a charakteristické postavení barevné kresby realizováné technikou akvarelu, jimž zachycoval zvláště bulharský folklór a bulharské lidové kroje.